# Astydameja (królowa Jolkos)
Astydameja (także Astydamea, Astydamia; gr. Αστυδάμεια Astydámeia, łac. Astydameia) – w mitologii greckiej królowa Jolkos. Była żoną Akastosa.
Na dworze jej męża przebywał Peleus. Akastos oczyścił go ze zmazy po przypadkowym zabójstwie teścia, króla Eurytiona. Astydameja zakochała się w przybyszu, ale Peleus z miłości do żony, Antygony odrzucił jej względy. Z zemsty Astydameja wysłała do Antygony posłańca, informując, że mąż zamierza ją opuścić i poślubić córkę Akastosa. Antygona popełniła samobójstwo.
Potem poinformowała męża, że Peleus próbował ją zgwałcić. Akastos, który ze względów rytualnych nie mógł sam zabić Peleusa, zabrał go ze sobą na polowanie, a następnie, zabrawszy jego broń, porzucił go w lesie na pastwę atakujących centaurów. Uratowany przez Chirona, Peleus zemścił się przy pomocy  Dioskurów, zabijając Akastosa i Astydameję.